# Hiranya Peiris
Hiranya V. Peiris é uma astrofísica britânica da University College London (UCL), conhecida por seu trabalho sobre radiação cósmica de fundo em micro-ondas. Foi uma dos 27 cientistas que receberam o Fundamental Physics Prize de 2018 por "mapas detalhados do universo inicial".

## Educação
Peiris nasceu no Sri Lanka. Completou seus estudos de graduação em ciências físicas naturais na Universidade de Cambridge em 1998 em New Hall, atual Murray Edwards College, Cambridge. Obteve um PhD na Universidade de Princeton no Department of Astrophysical Sciences, onde trabalhou inicialmente no Wilkinson Microwave Anisotropy Probe (WMAP). Trabalhou no Kavli Institute for Cosmological Physics na Universidade de Chicago como Hubble fellow.
É atualmente professora de astrofísica da UCL e também diretora do Oskar Klein Centre for Cosmoparticle Physics em Estocolmo.
Em 2012 a equipe do WMAP (incluindo Peiris) recebeu o Prêmio Gruber de Cosmologia. Os resultados do WMAP sobre inflação cósmica, para os quais Peiris contribuiu, foram descritos por Stephen Hawking como "the most exciting development in physics during his career".
Em 2016 Peiris foi eleita fellow da American Physical Society e vice-presidente da Royal Astronomical Society.
Recebeu a Medalha e Prêmio Hoyle de 2018."

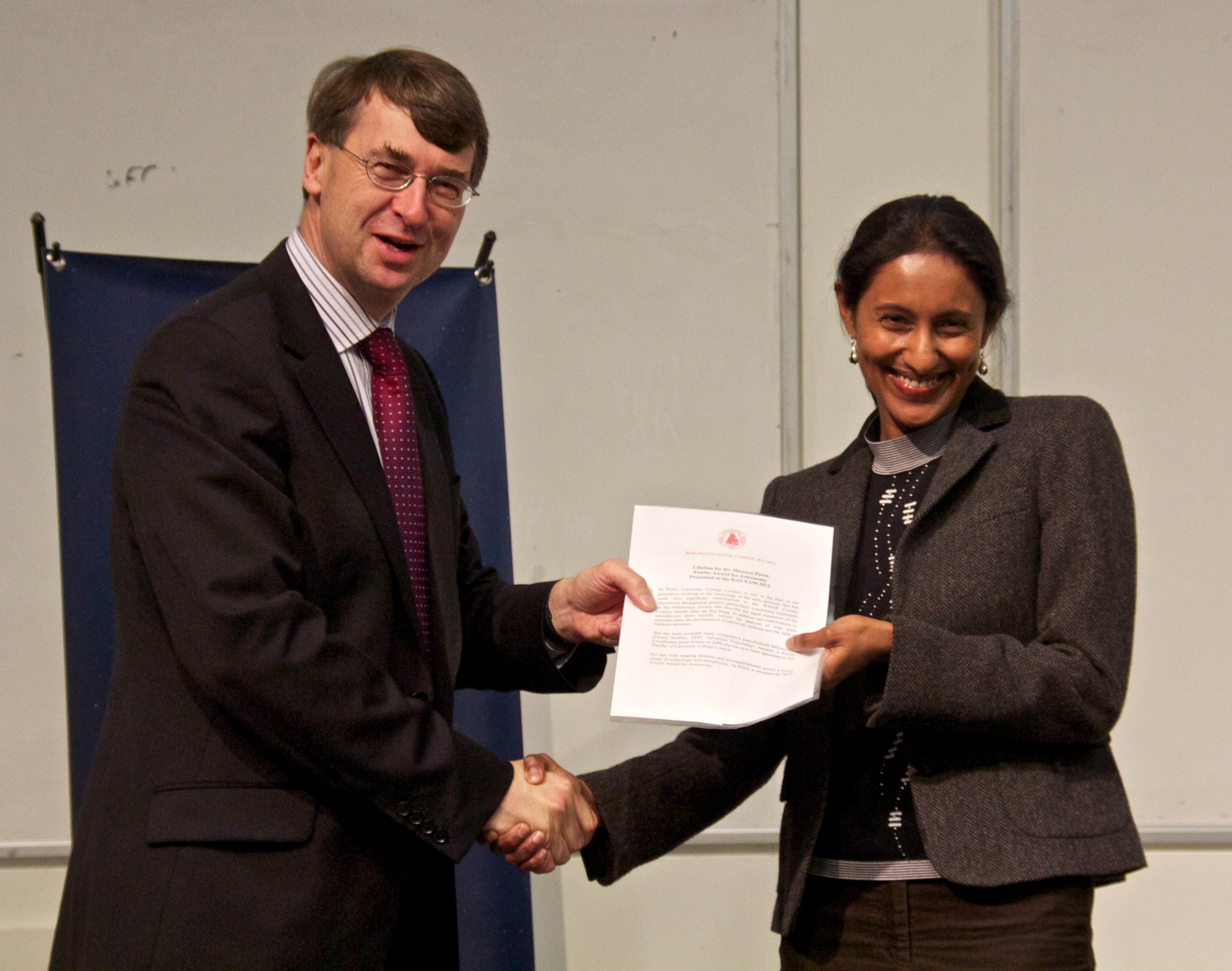
Peiris recebendo o Prêmio Fowler de 2012 de Roger Davies

## Publicações
Uma lista das publicações de Peiris pode ser encontrada aqui.